# Esta historia me suena
 (mai 2020).
Si vous disposez d'ouvrages ou d'articles de référence ou si vous connaissez des sites web de qualité traitant du thème abordé ici, merci de compléter l'article en donnant les références utiles à sa vérifiabilité et en les liant à la section « Notes et références ».

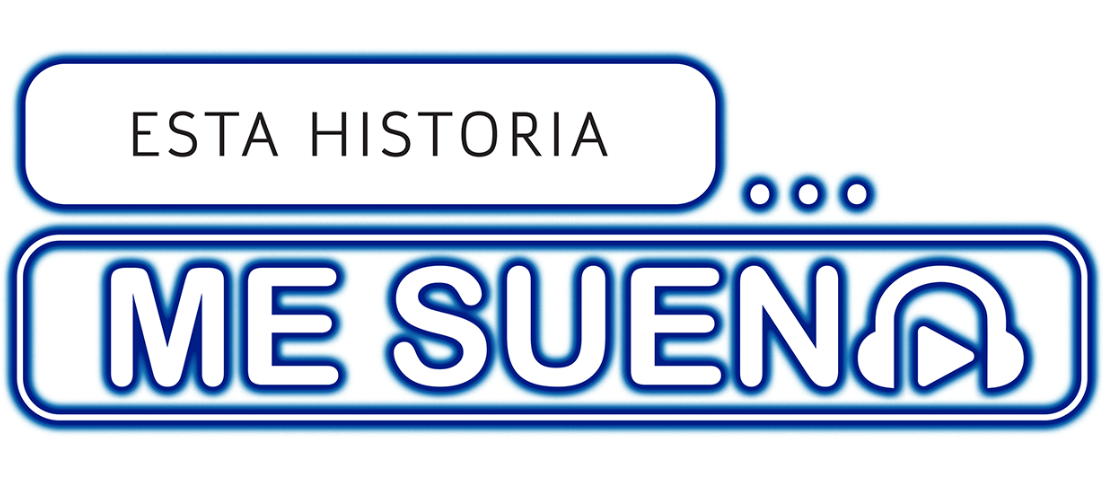
Logo de la série.

Esta historia me suena est une série télévisée d'anthologie mexicaine produite par Genoveva Martínez pour Televisa diffusée entre le 13 mai 2019 et 3 septembre 2021 sur Las Estrellas.

## Synopsis
Chaque épisode autonome aborde les problèmes de la famille et des jeunes sur un ton familier et optimiste et présente une chanson qui inspire le scénario de l'épisode. L'histoire mène à une réflexion entre les parents et les enfants et comment les résoudre dans la vie quotidienne. La chanson accompagne et soutient cette histoire. La plupart des épisodes comportent un flash mob qui met en évidence la chanson en vedette.

## Épisodes

### Première saison
1. Esta es mi historia
2. Reguetón lento
3. Yo no sé mañana
4. Despacito
5. 17 años
6. Échame la culpa
7. Robarte un beso
8. Me muero
9. 3 A.M
10. Ya es muy tarde
11. 100 años
12. El gran varón
13. Perro fiel
14. Nada
15. Me haces tanto bien
16. Con los ojos cerrados
17. Me soltaste
18. Regálame
19. Como te voy a olvidar
20. Bajo el agua
21. Pasos de cero
22. Todavía
23. Me niego
24. A un minuto de ti
25. Y tú te vas
26. Equivocada
27. Una lady como tú
28. Calma
29. Odio amarte
30. Cruz de navajas

### Deuxième saison
1. En el muelle de San Blas
2. Aléjate de mí
3. Quién como tú
4. Simplemente amigos
5. El color de tus ojos
6. No controles
7. ¿Qué me faltó?
8. La mejor versión de mi
9. Qué bello
10. Como tu mujer
11. Más fuerte de lo que pensaba
12. Bazar
13. Mujer contra mujer
14. La llave
15. Mientes tan bien

### Troisième saison
1. Esta historia me suena
2. Amigos no, por favor
3. Loco
4. Con todos menos conmigo
5. No es serio este cementerio
6. A partir de hoy
7. Me cuesta tanto olvidarte
8. Castillos
9. Amiga mía
10. El reloj cucú
11. ¡Corre!
12. Como quien pierde una estrella
13. Ni tú ni nadie
14. Que lloro
15. Tú lo decidiste
16. Devuélveme a mi chica
17. ¿Cómo pudiste hacerme esto a mí?
18. A puro dolor
19. Sería más fácil
20. Yo no te pido la luna
21. Por amarte así
22. Un buen perdedor
23. Amores extraños
24. La puerta del colegio
25. Bella señora
26. La puerta negra
27. Que nadie sepa mi sufrir
28. Mi historia entre tus dedos
29. Si yo fuera mujer
30. Tres veces te engañe
31. La negra Tomasa
32. Dígale
33. Las mil y una noches
34. Ya te olvidé
35. Prefiero ser su amante
36. Amor prohibido
37. Aunque no sea conmigo
38. Lobo

### Quatrième saison
1. Tiempos mejores
2. Que no quede huella
3. Pobre de ti
4. Sergio el bailador
5. Besos de ceniza
6. La de la mala suerte
7. La mentira
8. Me dediqué a perderte
9. El espejo
10. Me he enamorado de un fan
11. Adiós, amor
12. La Lola
13. Cuando un hombre te enamora
14. Suelta mi mano
15. Por tu maldito amor
16. Amanecí en tus brazos
17. Corazones invencibles
18. La calle de las sirenas
19. Limón y sal
20. Enloquecéme
21. El rey azul
22. Cobarde
23. Me plantó
24. No prometas lo que no será
25. Lloran mis muñecas
26. Pobre niña rica
27. El Diablo
28. La cama
29. Te aprovechas de mi
30. Todo, todo, todo

## Production
Le tournage de la série a commencé le 15 octobre 2018.  La série devait initialement être diffusée le 12 novembre 2018, mais elle a été retardée en raison de problèmes avec les droits de certaines chansons utilisées dans les épisodes.